# وینتربرگ
شهر وینتربرگ (به آلمانی: Winterberg) در ایالت نوردراین-وستفالن در کشور آلمان واقع شده است.